# Cantone di Montes de Oro
Il cantone di Montes de Oro è un cantone della Costa Rica facente parte della provincia di Puntarenas.

## Geografia antropica

### Suddivisioni amministrative
Il cantone  è suddiviso in 3 distretti:
- Miramar
- San Isidro
- Unión